# Gemini IX-A
Gemini IX-A foi o sétimo voo tripulado do Projeto Gemini, realizado entre os dias 3 de junho e 6 de junho de 1966. Seu objetivo principal era realizar encontros em órbita com o Veículo Alvo Agena, lançado com o propósito de servir de alvo de acoplamento, e de realizar atividades extra-veiculares feitas pelo astronauta Eugene Cernan, testando um protótipo de unidade espacial de manobra.
Esta foi a primeira missão espacial em que a tripulação foi composta de astronautas escalados como reservas, já que os tripulantes titulares, Elliot See e Charles Bassett, morreram num acidente de avião três meses antes da data estipulada para o voo espacial.

## Tripulação

### Original
| Posição                                        | Astronauta            |
| ---------------------------------------------- | --------------------- |
| Piloto Comandante                              | Elliot M. See Jr.     |
| Piloto                                         | Charles A. Bassett II |
| Mortos em um acidente aéreo quatro meses antes |                       |

### Principal
| Posição                            | Astronauta         |
| ---------------------------------- | ------------------ |
| Piloto Comandante                  | Thomas P. Stafford |
| Piloto                             | Eugene A. Cernan   |
| Originalmente a tripulação reserva |                    |

### Reserva
| Posição           | Astronauta                 |
| ----------------- | -------------------------- |
| Piloto Comandante | James A. Lovell Jr.        |
| Piloto            | Edwin E. "Buzz" Aldrin Jr. |

## Missão
A missão, programada para fazer um encontro em órbita com o Veículo Alvo Agena como a anterior,  teve duas tentativas de lançamento - por isso em várias referências a ela usa a letra A na sigla além do número da missão, também contou com uma caminhada espacial do astronauta Cernan mal sucedida, em que deveria se acoplar com uma unidade de movimentação no espaço, precursora da Unidade Portátil de Manobra a ser utilizada nos anos 80, causada por condensação de ar dentro da viseira especial, que impossibilitou o astronauta de ver, sendo a NASA obrigada, depois do ocorrido, a realizar mudanças nos trajes desenvolvidos para atividades extraveiculares.